# 마르코스 알론소 페냐
마르코스 알론소 페냐(스페인어: Marcos Alonso Peña, 1959년 10월 1일 ~ 2023년 2월 9일)는 스페인의 전 축구 선수이자 감독이다.
현역 시절에 흔히 줄여서 마르코스(스페인어: Marcos)로 불리던 그는 우측 미드필더로 주로 활약하였지만, 공격수로 출전하기도 하였고, 13시즌에 걸쳐 라 리가 총 302경기에 출전해 46골을 기록했는데, 이 중 10년을 아틀레티코 마드리드와 바르셀로나에서 5년씩 보냈다.
1980년대에 스페인 국가대표팀 일원이기도 했던 마르코스는 UEFA 유로 1984에 참가해 준우승의 성적을 거두기도 했다.

## 클럽 경력
마르코스는 칸타브리아 지방 산탄데르 출신이다. 레알 마드리드의 유소년부를 성공적으로 졸업하지 못했던 그는 고향의 라싱 산탄데르에서 18세도 되기 전에 라 리가 신고식을 치르고, 프로 무대 2년차에 붙박이 주전으로 도약하기도 했지만 시즌이 소속 구단의 강등으로 끝이 났다.
그는 아틀레티코 마드리드에서 활약하면서 명성을 더욱 떨치기 시작했고, 1982년에는 당시 국내 최고 이적료인 150M 페세타에 바르셀로나로 이적하였다. 바르셀로나 1년차에 그는 30번의 리그 경기에 출전해 6골을 기록하였고, 레알 마드리드와의 코파 델 레이 그 시즌 결승전에서 추가 시간에 머리로 결승골의 득점해 2-1 승리를 견인했다.
그러나, 마르코스는 스테아우아와의 유러피언컵 1985-86 결승전 승부차기에서 실축한 바르사의 주자 4명 중 한 명으로, 바르셀로나 선수들이 찬 공은 스테아우아 골키퍼 헬무트 두카담이 모두 막아냈다. 그는 1991년에 아틀레티코 마드리드에 실망스럽게 복귀한 후 친정 라싱을 도와 세군다 디비시온 승격을 이룩하고 은퇴하였다.

## 국가대표팀 경력
마르코스는 스페인 국가대표팀 경기에 22번 출전하였는데, 첫 출전 경기는 1981년 3월 25일, 2-1로 이긴 잉글랜드와의 친선경기였다. 그는 UEFA 유로 1984에 자국을 대표로 참가했지만, 준우승을 차지한 이 대회에서 그는 후보 선수로 대기만 했다.

### 국가대표팀 득점 기록
| # | 날짜            | 경기장                                     | 상대       | 점수 | 결과 | 대회                      |
| - | --------------- | ------------------------------------------ | ---------- | ---- | ---- | ------------------------- |
| 1 | 1985년 6월 12일 | 아이슬란드 레이캬비크 뢰이가르달스뵈들뤼르 | 아이슬란드 | 2–1  | 2–1  | 1986년 FIFA 월드컵 예선전 |

## 감독 경력
은퇴 후, 마르코스는 감독으로 전향하였다. 그는 하위권의 라요 바예카노를 맡아 레알 마드리드 원정 경기에서 2-1로 이겨 구단 사상 첫 레알 마드리드 원정 승리를 이룩하였고, 세비야를 맡아 1부 리그 승격을 이룩하고 이듬해에 강등되었다.
알론소는 2000년대에 당시 2부 리그로 추락한 아틀레티코 마드리드를 맡아 안타깝게 승격을 놓쳤고, 사라고사, 바야돌리드, 말라가, 그리고 그라나다 74의 지휘봉을 차례로 잡았다.

## 사생활
마르코스의 부친, 마르코스 알론소 이마스 또한 축구 선수로, 1950년대에서 1960년대까지 레알 마드리드에서 활약하였다. 그의 아들 마르코스 알론소 멘도사도 레알 마드리드의 유소년부를 졸업한 스페인 국가대표팀 일원이다.

## 수상

### 클럽
바르셀로나
- 라 리가: 1984–85
- 코파 델 레이: 1982–83
- 수페르코파 데 에스파냐: 1983
- 코파 데 라 리가: 1983
- 유러피언컵 준우승: 1985–86

라싱 산탄데르
- 세군다 디비시온 B: 1990–91

### 국가대표팀
스페인
- UEFA 유럽 축구 선수권 대회 준우승: 1984